# ISO 3166-2:DM

Parishes in Dominica

Die Liste der ISO-3166-2-Codes für  Dominica enthält die Codes für die zehn Parishes in Dominica.

Die Codes bestehen aus zwei Teilen, die durch einen Bindestrich voneinander getrennt sind. Der erste Teil gibt den Landescode gemäß ISO 3166-1 (für  Dominica DM), der zweite den Code für den Parish wieder.
Die aktuellen Codes stehen auf der Seite der ISO unter #iso:code:3166:DM zur Verfügung.

| Parish        | Code  |
| ------------- | ----- |
| Saint Andrew  | DM-02 |
| Saint David   | DM-03 |
| Saint George  | DM-04 |
| Saint John    | DM-05 |
| Saint Joseph  | DM-06 |
| Saint Luke    | DM-07 |
| Saint Mark    | DM-08 |
| Saint Patrick | DM-09 |
| Saint Paul    | DM-10 |
| Saint Peter   | DM-11 |